# Vereinte Martin Luther + Althanauer Hospital Stiftung Hanau
Die Martin Luther Stiftung Hanau wurde im Jahre 1880 von Pfarrer Ernst Sopp gegründet und ist heute einer der größten Träger und Ausbildungsanbieter der Altenhilfe in Hessen. Mit Wirkung zum 1. Januar 2014 fand im Wege der Zulegung die Vereinigung der vormaligen Martin Luther Stiftung und der Althanauer Hospital Stiftung statt. Die Stiftung trägt seit Mai 2022 den Namen „Martin Luther Stiftung Hanau“. Ihr Hauptsitz ist in Hanau, 20 Kilometer östlich von Frankfurt am Main.

## Allgemeines
Die Martin Luther Stiftung Hanau ist eine diakonische Einrichtung der Altenhilfe. In insgesamt zwölf Häusern in Hanau, Erlensee, Gelnhausen, Schöneck, Schlüchtern und Bad Salzschlirf werden mehr als 1.300 Menschen betreut. Zum Leistungsspektrum der Stiftung gehören Betreutes Wohnen und weitere Wohnangebote für ältere Menschen, Kurzzeitpflege und Tagespflege, stationäre Pflege, spezielle Betreuungsformen für Menschen mit Demenz, ambulante und palliative Pflege und Betreuung. Neben den rund 950 Mitarbeitern, die aktuell in den verschiedenen Einrichtungen beschäftigt sind, engagieren sich zudem weitere 150 Ehrenamtliche in der Martin Luther Stiftung Hanau. Die Stiftung verfügt über ein eigenes Institut für Aus-, Fort- und Weiterbildung in der Altenpflege. Die staatlich anerkannte Pflegeakademie wurde bereits 1968 gegründet und ist damit die zweitälteste Aus- und Fortbildungsstätte für Altenpflegeberufe in Hessen. Die Pflegeakademie bietet unter anderem die Ausbildung zum Pflegefachmann und zur Pflegefachfrau an, die seit 2020 als generalistische Ausbildung die Ausbildungswege der Alten- und Krankenpflege bündelt.

## Stiftungszweck
Der Zweck der gemeinnützigen Stiftung ist die anspruchsvolle Betreuung von älteren und alten Menschen unter Achtung ihrer Würde und Persönlichkeit. Die individuellen Bedürfnisse der Bewohner, ihre Lebensumstände, aber auch ihre Vergangenheit (Biographie) stehen im Mittelpunkt. Der diakonische Gedanke soll in der Stiftung umgesetzt und mit Leben gefüllt werden, dabei wird eine möglichst selbstbestimmte Lebensführung angestrebt.

## Die Geschichte der Stiftung
Die Geschichte der „Martin Luther Stiftung Hanau“ begann im Jahr 1880 mit der Gründung der ersten Diakoniestation für häusliche Krankenpflege in der Hanauer Altstadt. Dieses Vorhaben wurde durch das Engagement des damaligen Pfarrers und Superintendenten Ernst Wilhelm Christian Sopp (1829–1904) realisiert. Die Bürger der stark industriegeprägten Stadt Hanau verfügten häufig nur über geringe Mittel für ärztliche Behandlungen. Die meist aus ärmlichen Verhältnissen stammenden Menschen waren also im Krankheitsfall ihrem Schicksal ausgeliefert. Somit hatte das Engagement von Ernst Sopp zum Ziel, durch finanzielle Hilfen für Medikamente, Nahrung und Kleidung die größte soziale und gesundheitliche Not zu vermindern.

Ehemaliges Diakonissenheim in Hanau

Die Einrichtung der Diakoniestation sollte diese Probleme beheben. Die von ihren Mutterhäusern ausgebildeten Schwestern hatten die Aufgabe, eine adäquate häusliche Krankenpflege und soziale Hilfsmaßnahmen durchzuführen. Jedoch waren für dieses Vorhaben keine finanziellen Mittel vorhanden, so dass Pfarrer Sopp seine Pläne Presbyterien und Gemeindepfarrern vorstellte und so über Spenden und Kollekten die erste Diakoniestation mit zwei Diakonissen aus Frankfurt ins Leben rufen konnte. Um dem steigenden Pflegebedarf gerecht zu werden, eröffnete man im Oktober 1888 ein Diakoniehaus als Klinik. Sieben Diakonissen betreuten hier Kranke auf Stationen. Im Laufe von nur zwei Jahren verdreifachte sich die Zahl der stationär behandelten Kranken. Dies hatte zur Folge, dass das Diakoniehaus bereits in den Jahren 1891/1892 auf insgesamt 50 Pflegeplätze erweitert wurde. Die nächste Vergrößerung der Kapazitäten erfolgte um die Jahreswende 1904/1905.

## Die Stiftung in den Kriegsjahren
Zu Beginn des Ersten Weltkrieges diente das Diakonissenheim als Kriegslazarett für Kriegsverwundete und Kranke. Die Diakonissen behielten die organisatorische Leitung des Hauses. 1927 übernahm Richard Fleischhauer die ärztliche Leitung des Krankenhauses. Damit war der bisherige Status als Belegkrankenhaus beendet. 1929 gliederte man ein Altenheim und eine eigene Schwesternschule an das Krankenhaus an. Zu dieser Zeit konnte das Diakonissenheim 220 Patienten stationär aufnehmen, die von 45 Schwestern und 30 Hausangestellten versorgt wurden. Es waren folgende fachärztlich geleitete Stationen vorhanden: Innere und Nervenkrankheiten, Chirurgie, Gynäkologie und Geburtshilfe, Hals-Nasen-Ohren-Heilkunde, Augenheilkunde sowie eine Pädiatrie.
1932 erhielt das Diakonissenheim einen neuen Namen und hieß seitdem „Gustav-Adolf-Krankenhaus“. Wie schon im Ersten Weltkrieg, diente es auch im Zweiten als Kriegslazarett. 1945 wurde das Gebäude zerstört.

## Neuaufbau und Entwicklung der Stiftung
In der in großen Teilen zerstörten Stadt Hanau wohnten die Menschen zwischen den Trümmern und in nur notdürftig hergerichteten Wohnungen, Alte und Kranke waren weitgehend auf sich alleine gestellt. Der damalige Kreispfarrer ergriff in den Nachkriegsjahren die Initiative und mietete kurzerhand eine Villa in der Hochstädter Landstraße (Hanau-Wilhelmsbad), der er den Namen „Waldfrieden“ gab. Gemeinsam mit den zurückgekehrten Schwestern richtete er dort ein Altersheim für 35 Pflegebedürftige ein.
Parallel dazu kümmerte sich ein neu zusammengerufener Stiftungsvorstand, bestehend aus Pfarrer Göckel, Pfarrer Boos, Kleinemann und Helm, um den Wiederaufbau des Diakonissenheims. Anstelle des „Gustav-Adolf-Krankenhauses“ sollte jedoch zunächst ein Altersheim errichtet werden, da der Bedarf hierfür größer war. Das Fernziel war allerdings immer noch der Wiederaufbau eines Krankenhauses. Im Juli 1953 war das erste Altersheim mit dem Namen „Katharinenstift“ fertiggestellt und bot Platz für 60 Pflegebedürftige, vier Jahre später wurde das „Gustav-Adolf-Heim“ mit 56 Plätzen eröffnet. Beide Einrichtungen befanden sich in der heutigen „Martin-Luther-Anlage“, wo die Stiftung auch heute noch ihren Hauptverwaltungssitz hat.
Für diesen nun größer gewordenen Altenheimbetrieb erhielt die diakonische Einrichtung vom hessischen Justizministerium die Anerkennung als „Milde Stiftung“ und trug fortan den Namen „Martin Luther Stiftung“. Das dritte Bauvorhaben der Martin Luther Stiftung Hanau war die Errichtung des „Wichernhauses“ im Jahr 1961. Mit dem „Albert-Schweitzer-Haus“ entstand im Jahr 1968 der nächste Neubau. 1973 wurden Erweiterungen am „Albert-Schweitzer-Haus“ und dem „Gustav-Adolf-Heim“ vorgenommen. In der Martin-Luther-Anlage befinden sich überdies ein Rehabilitationszentrum mit einem Therapiebad sowie die Pflegeakademie, das stiftungseigene Institut für Aus-, Fort- und Weiterbildung in der Altenpflege.

### Zulegung
Im Jahr 2014 verschmolz die „Martin Luther Stiftung“ mit der „Althanauer Hospitalstiftung Hanau“. Dies geschah im Rahmen einer sogenannten Zulegung, wodurch eine Stiftung ein einer anderen aufgeht.  Im Rahmen einer Verfassungsanpassung im Jahr 2022 wurde die Stiftung in die „Martin Luther Stiftung Hanau“ umbenannt.

### Haus am Brunnen

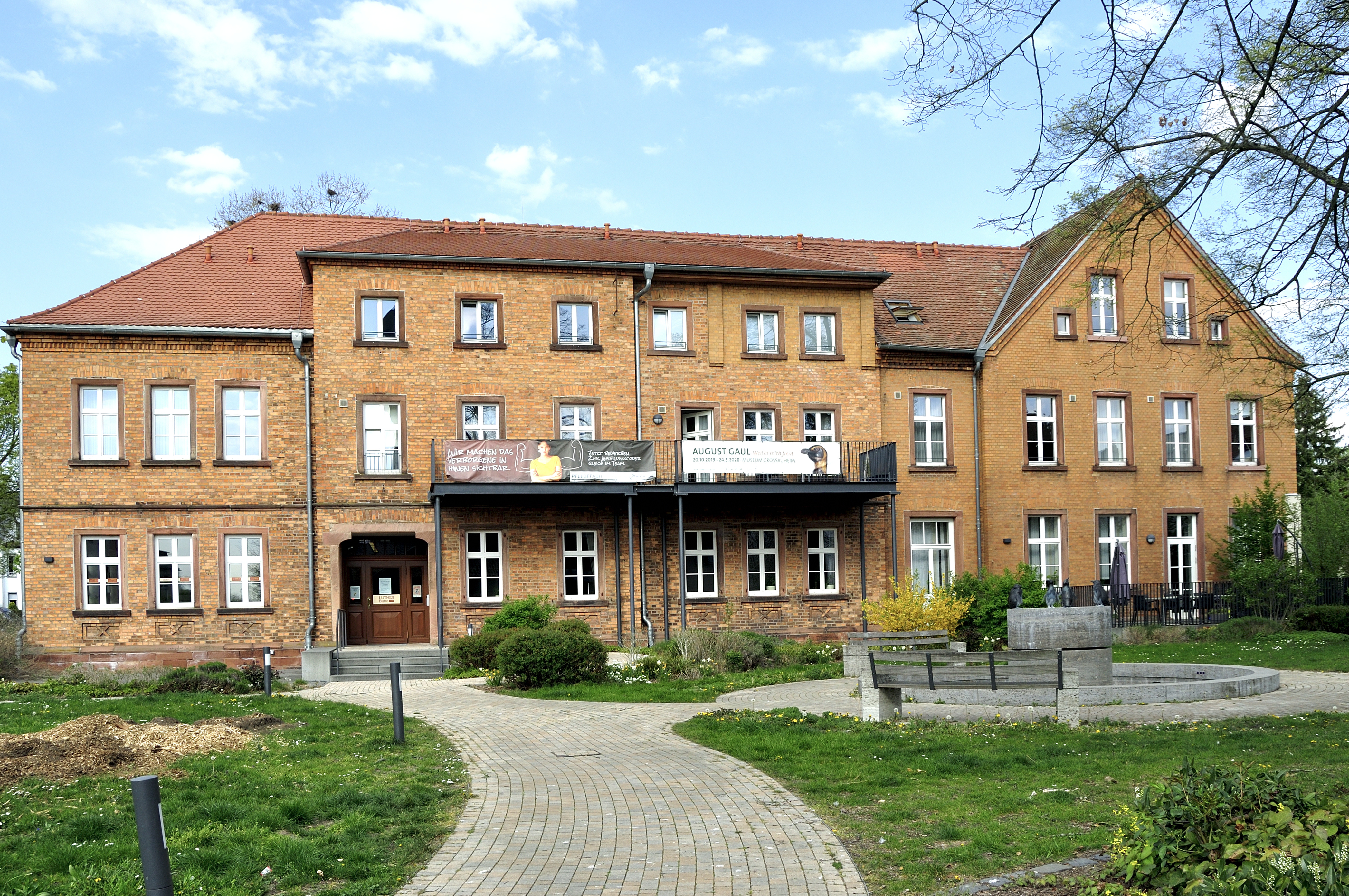
„Schule am Brunnen“ in Hanau

Die Hanauer Gesellschaft für Altenpflege (HGA), seit 2010 Managergesellschaft der ehemaligen Althanauer Hospital-Stiftung, die im Zuge der Zulegung in der Vereinten Martin Luther + Althanauer Hospital Stiftung Hanau aufging, begann im Jahr 2011 mit der Restaurierung und dem Umbau der ehemaligen Schule am Brunnen. Dieses denkmalgeschützte Gebäude in Großauheim wurde durch die HGA, einer Tochter einer städtischen Holding, zu einem Zentrum für altersgerechtes Wohnen umgebaut, das sich in erster Linie an Demenzkranke wenden sollte. Für die bauliche Maßnahme, die ursprünglich auf etwa drei Millionen Euro veranschlagt wurde, sagte das Land Hessen eine Bezuschussung zu.
Durch die Zulegung der Althanauer Hospital-Stiftung mit der Martin Luther Stiftung während der Bauphase kam die Martin Luther Stiftung Hanau in den Besitz des ehemaligen Schulgebäudes, das im Frühling 2015 als Pflegezentrum für an Demenz erkrankte Menschen unter dem Namen „Haus am Brunnen“ wiedereröffnet wurde. Bis zum Abschluss der Bauarbeiten waren von Stiftungsseite rund 3,5 Millionen Euro in das Projekt geflossen. Die Zuschüsse aus dem Landeshaushalt betrugen zusätzliche drei Millionen Euro. Das Pflegezentrum verfügt über zwei Wohngruppen für jeweils zwölf Bewohner, zwölf Plätze in der Tagespflege und ein Kurzzeit-Betreuungsangebot.

### Therapiebad Martin Luther-Anlage
Im Jahr 2020 wurde bekannt, dass die Stiftung sich entschlossen hatte, ihr Therapiebad im Neubau der Martin Luther-Anlage nicht weiter zu betreiben. Der finanzielle Aufwand von fast 200.000 € im Jahr gestaltete sich aus Sicht der Stiftung als unwirtschaftlich, da die Bewohner der Anlage das Angebot kaum nutzen würden. Dieser Entschluss beunruhigte die Mitnutzer des Bads, das beispielsweise aufgrund der relativ hohen Wassertemperatur von 32° C und der Tatsache, dass das Wasser nicht gechlort ist, besonders geeignet für Babyschwimmen ist. Für ein entsprechendes Angebot der Turngemeinde Hanau, an dem mehr als 150 Säuglinge teilnahmen, kam ein Ausweichen auf eines der städtischen Bäder daher nicht in Frage. Ähnliche Schwierigkeiten ergaben sich durch die geplante Schließung für ein Angebot der Rheuma-Liga Hessen. Die Entscheidung der Stiftung erzeugte auch Aufmerksamkeit in der Lokalpolitik und bewegte die Stadtspitze leider nicht zu Zusagen hinsichtlich finanzieller Unterstützung. Auf dieser Basis fand sich Ende 2020 mit einer örtlichen Schwimmschule ein Pächter für das Therapiebad in der Martin Luther-Anlage, der den Betrieb ab dem 1. Januar 2021 übernahm.